# Каштанка (мультфильм, 1952)
«Кашта́нка» — советский мультипликационный фильм, который создал режиссёр Михаил Цехановский методом фотоперекладки в 1952 году по одноимённому рассказу А. П. Чехова, один из знаменитых фильмов 1950-х годов студии «Союзмультфильм».

## Сюжет
Беспородная собака по имени Каштанка живёт у столяра Луки Александровича. Однажды, когда столяр отправляется к своим многочисленным заказчикам, увязавшаяся за ним Каштанка теряется на улице. Она тщетно ищет хозяина, который, успев изрядно выпить, перестал обращать на неё внимание.
Каштанку замечает около подъезда своего дома месье Жорж, клоун-дрессировщик из цирка. Он берёт собачку к себе. Каштанка знакомится с остальными животными — обитателями дома клоуна: котом Фёдором Тимофеевичем, гусем Иваном Ивановичем и свиньёй Хавроньей Ивановной. С этими животными дрессировщик по вечерам часто ездит в цирк на представления. Каштанку новый хозяин называет Тёткой.
На одном из представлений Иван Иванович попадает под копыта лошади и после возвращения домой умирает. Но затем у самой Каштанки просыпается талант цирковой артистки, и дрессировщик учит её некоторым цирковым трюкам. Он начинает и её возить с собой в цирк на представления. В ряде номеров Каштанка с успехом заменяет умершего Ивана Ивановича. Однажды во время циркового выступления Тётки-Каштанки она узнаёт пришедших на представление бывших хозяинов, столяра и его сына Федюшку. Собака радостно бежит к ним через зрительный зал от растерявшегося и ничего не понимающего клоуна.

## Создатели
| сценарий                  | Бориса Бродского, Михаила Папавы |
| режиссёр                  | Михаил Цехановский |
| художники-постановщики    | Александр Беляков, Леонид Аристов |
| композитор                | Юрий Левитин |
| эскизы декораций          | Константин Юон |
| оператор                  | Михаил Друян |
| ассистент оператора       | Екатерина Ризо |
| звукооператор             | Николай Прилуцкий |
| монтажёр                  | Лидия Кякшт |
| ассистент режиссёра       | Вера Цехановская |
| ассистенты xудожника      | Алексей Семенцов-Огиевский, А. Дураков |
| технический ассистент     | Н. Орлова |
| xудожники-мультипликаторы | Фёдор Хитрук, Валентин Лалаянц, Борис Чани, Рената Миренкова, Лев Попов, Татьяна Таранович, Роман Давыдов, Николай Фёдоров, Вячеслав Котёночкин, Михаил Ботов, Борис Бутаков, Константин Чикин |
| xудожники-декораторы      | Ольга Геммерлинг, Елена Танненберг, Ирина Троянова, Вера Роджеро |
| в ролях                   | Алексей Грибов — месье Жорж (незнакомец) Борис Чирков — столяр Лука Александрович Владимир Феоктистов — Федюшка Юрий Хржановский — Каштанка Владимир Грибков — читает текст                    |

## О мультфильме
Стоит несколько слов сказать ещё об одном фильме Цехановского — «Каштанка». Пожалуй, ни в одном рисованном фильме не была так точно скопирована актёрская игра, нигде не была достигнута такая иллюзорность мультипликационного изображения, такая тщательность в разработке движений персонажей и больше нигде рисованный фильм не ушёл так далеко «от себя», от своей специфики. Но нельзя считать «Каштанку» образцом натурализма в мультипликации. Фильм не лишен своеобразной поэзии и особого обаяния.
— КУЗНЕЦОВА В., КУЗНЕЦОВ Э. Цехановский. Л., 1973.

В первой половине 1950-х годов сняты такие знаменитые ленты, как «Сказка о рыбаке и рыбке» (1950) и «Каштанка» (1952) М. М. Цехановского, «Аленький цветочек» (1952) и «Золотая антилопа» (1954) Л. К. Атаманова, «Дедушка и внучек» (1950) А. В. Иванова и др.— Георгий Бородин